# Marie-Antoine Carême
Marie-Antoine Carême (ur. 8 czerwca 1784 w Paryżu, zm. 12 stycznia 1833) – francuski szef kuchni i cukiernik, autor fundamentalnych książek kucharskich klasycznej kuchni francuskiej.
Urodził się w rodzinie żyjącej w nędzy. W okresie dziecięcym przygarnął go właściciel cukierni, co zaowocowało później ważną pozycją cukru w kuchni Carême'a (tworzył z niego m.in. rozmaite trójwymiarowe konstrukcje, np. zamki, czy minarety). Dużą część kariery kulinarnej spędził pod protektoratem Talleyranda. Gotował także w kuchniach dworskich (np. cara Rosji) lub u Rothschildów.
Cechą charakterystyczną kuchni Carême'a było dążenie do zaskakiwania gości za pomocą różnego rodzaju niespodzianek kulinarnych, polegających na mieszaniu smaków i składników lub ukrywaniu jednej potrawy w innej. Popisowym daniem kucharza było Chartreuse de perdreaux – pieczone przepiórki z kapustą, ukryte pod swoistym dywanem z różnorodnych warzyw, wśród których najważniejsze były: cebula, fasolka, ziemniaki i groszek. Jednym z osiągnięć Carême'a było udoskonalenie sufletu, a dokładniej odkrycie, że częste dotąd opadanie tego dania jest wynikiem zbyt wczesnej ekspozycji na zimne powietrze, wywołane gwałtownym otwarciem drzwiczek piekarnika. Istnieje przypuszczenie, że to Carême był autorem przepisu na eklera, a także (według jednej z wersji) pomysłodawcą słowa majonez, które zapisywał magnonnaise (od manier – mieszać). Legenda głosi, że zmarł w wyniku chorób wywołanych wdychaniem dymu węglowego z paleniska w swoich kuchniach. Został pochowany na cmentarzu Montmartre w Paryżu.
Jednym z najważniejszych dzieł, jakie po sobie pozostawił, był Kucharz paryski (Cuisinier parisien) – wykładnia kuchni francuskiej XIX wieku.